# Raphael (krater)
Raphael är en nedslagskrater på planeten Merkurius. Raphael är ungefär 342 kilometer i diameter.
1976 namngavs den efter den italienska konstnären Rafael.